# L. Ron Hubbard
Lafayette Ronald Hubbard (Tilden, 13 de março de 1911 – Creston, 24 de janeiro de 1986), mais conhecido como L. Ron Hubbard, ou ainda LRH, foi um escritor pulp norte-americano e fundador da Igreja da Cientologia. Depois de estabelecer uma carreira como autor, mais famoso por suas histórias de ficção científica e fantasia, ele desenvolveu um sistema de auto-ajuda chamado Dianética, que foi publicado pela primeira vez em maio de 1950. Em 1952, Hubbard perdeu os direitos para a Dianética em processos de bancarrota, ele subsequentemente fundou a Cientologia. Posteriormente, Hubbard supervisionou o crescimento da Igreja de Cientologia numa organização mundial.
Nascido em Tilden (Nebraska), em 1911, Hubbard passou muita da sua infância em Helena (Montana). Depois do seu pai ser destacado para uma base naval dos Estados Unidos em Guam, Hubbard viajou para a Ásia e para o Pacífico Sul nos fins dos anos 20. Em 1930, Hubbard matriculou-se na Universidade George Washington em Washington, D.C. para estudar Engenharia Civil mas desistiu no seu segundo ano. Ele começou a sua carreira como um escritor prolífero de histórias de ficção pulp e casou-se com Margaret Grubb, que partilhava o seu interesse em aviação.
Hubbard foi um oficial da marinha durante a Segunda Guerra Mundial, onde ele brevemente comandou dois navios, o USS YP-422 e o USS PC-815, mas foi removido do comando de ambos. Os últimos meses do seu serviço foram passados num hospital, sendo tratado para um série de queixas.
Em 1953. as primeiras igrejas de Cientologia foram fundadas por L. Ron Hubbard, e em 1954 uma igreja de Cientologia em Los Angeles foi fundada, que se tornou na Igreja Internacional de Cientologia. Hubbard também adicionou estratégias de gerência organizacional, princípios de pedagogia, uma teoria de comunicação e estratégias de prevenção para uma vida saudável com os ensinamentos da Cientologia.
A Cientologia tornou-se cada vez mais controversa durante os anos 60 e ficou sob pressão legal, da mídia intensa e do governo em vários países. Durante os fins dos anos 60 e início dos anos 70, ele passou a maior parte do tempo no mar junto da sua frota pessoal de navios como "Comodoro" da Sea Organization, um grupo de elite quasi-paramilitar de cientologistas. Ele voltou para os Estados Unidos em 1975, entrando em retiro no deserto da Califórnia depois de um tentativa falhada de tomar a cidade de Clearwater (Flórida). Em 1978, Hubbard foi condenado de fraude depois de ele ser julgado in absentia pela França. No mesmo ano, onze membros de alto escalão da Cientologia foi indiciados em 28 acusações pelo seu papel na Operação Branca de Neve da Igreja, um programa sistemático de espionagem contra o governo dos Estados Unidos. Um dos indiciados foi a mulher Hubbard, Mary Sue Hubbard, que estava à frente da Operação; L. Ron Hubbard foi nomeado com co-conspirador não indiciado.
Ele passou os seus últimos anos em reclusão numa auto-caravana de luxo num rancho na Califórnia, frequentado por um pequeno grupo de oficiais da Cientologia. Ele morreu aos 74 anos em janeiro de 1986. Depois da morte de Hubbard, líderes da Cientologia anunciaram que o seu corpo se tinha tornado num impedimento para o seu trabalho e que ele tinha decidido "largar o seu corpo" para continuar a sua pesquisa em outro plano de existência. Embora muitas das declarações autobiográficas de Hubbard se tenham provado fictícias, a Igreja de Cientologia descreve Hubbard em termos hagiográficos e rejeita qualquer sugestão que o seu relato da vida de Hubbard não seja um facto histórico.
Suas obras se tornaram textos-guias para a Igreja da Cientologia e para várias organizações afiliadas que abordam temas diversos como negócios, administração, alfabetismo e reabilitação.
Apesar de muitos aspetos da vida de Hubbard serem contestados, há um consenso geral sobre algumas informações básicas.
Hubbard mais tarde desenvolveu a Dianética, "a ciência moderna da saúde mental". Sua expedição chegou ao fim quando o Reino Unido, Grécia, Espanha, Portugal e Venezuela fecharam seus portos para ele. Em certo ponto, um tribunal na Austrália revogou o status de religião da igreja.
Ele se retratou como explorador, viajante, físico nuclear e especialista em várias áreas, como fotografia, arte, poesia e filosofia. Seus críticos o caracterizaram como mentiroso, charlatão e mentalmente instável.

## Início de vida
L. Ron Hubbard nasceu em 1911 em Tilden, Nebraska, filho único de Ledora May (née Waterbury), que tinha treinado como professora, e Harry Ross Hubbard, um antigo oficial da Marinha dos Estados Unidos. Depois de se mudar para Kalispell (Montana), eles estabeleceram-se em Helena em 1913. O pai de Hubbard voltou a juntar-se à Marinha em abril de 1917, durante a Primeira Guerra Mundial, enquanto a sua mãe trabalhou como funcionária para o governo estadual.
Durante os anos 20 os Hubbard realocaram-se repetidamente pelos Estados Unidos e estrangeiro.  Hubbard era ativo nos Boy Scouts of America em Washington, D.C. e ganhou o rank de Escuteiro Águia em 1924, duas semanas depois do seu 13º aniversário.
Em 1925, Hubbard matriculou-se como caloiro na Secundária Union, Bremerton, e no ano seguinte estudou na Secundária Queen Anne em Seattle.
Em abril de 1927, o pai de Hubbard foi destacado para o Guam, e nesse verão, Hubbard e a sua mãe viajaram para o Guam com paragens breves em alguns portos chineses. Ele gravou as suas impressões dos lugares que visitou e desprezou a pobreza dos habitantes do Japão e da China, que descreveu como "chinocas" e "preguiçosos [e] ignorantes".
Em setembro de 1927, enquanto vivia com os seus avós, Hubbard matriculou-se na Secundária de Helena, onde ele contribuiu para o jornal da escola. A 11 de maio de 1928, Hubbard desistiu da matrícula na Secundária de Helena devido a más notas. Hubbard deixou Helena e juntou-se aos seus pais no Guam a junho de 1928.
Entre outubro e dezembro de 1928, a família de Hubbard e outros viajaram do Guam para a China. Quando voltou, Hubbard passou muito do seu tempo a escrever dezenas de pequenas histórias e ensaios. Hubbard falhou no exame de admissão da Academia Naval.
A setembro de 1929, Hubbard matriculou-se na Escola Preparatória Swavely em Manassas (Virgínia), para o preparar para uma segunda tentativa na admissão. Durante o seu primeiro semestre na Swavely, Hubbard queixou-se de tensão ocular e foi diagnosticado com miopia; este diagnóstico impediu-o de qualquer matrícula na Academia Naval. Enquanto adulto, Hubbard iria escrever para si: "Os teus olhos estão a ficar progressivamente melhores. Eles tornaram-se maus quando tu os usaste como uma desculpa para escapar da academia naval".
Ele foi enviado para a Escola Woodward para Rapazes em Washington, D.C para se qualificar para admissão na Universidade George Washington sem ter que fazer o exame de admissão. Ele formou-se da escola em junho de 1930 e entrou na Universidade no setembro seguinte.

## Período na universidade e viagem pelas Caraíbas
A 24 de setembro de 1930, Hubbard começou a estudar Engenharia Civil na Universidade de Engenharia George Washington, a pedido do seu pai. Academicamente, Hubbard saiu mal: as suas transcrições mostram que ele falhou em muitos cursos incluindo física atómica, embora mais tarde na sua vida ele tenha alegado ser um físico nuclear. A setembro de 1931, ele foi colocado em condicional devido ás suas más notas, e em abril de 1932 ele voltou a receber um aviso pela sua falta de conquista académica. Durante o seu primeiro ano, Hubbard ajudou a organizar o Clube Planador da universidade e foi eleito presidente.
Durante o que se ia tornar o último semestre de Hubbard na GWU, ele organizou uma viagem infeliz pelas Caraíbas em junho de 1932 para explorar e filmar "as fortalezas e bivaques piratas das colónias espanholas" e para "coletar o que quer que seja que um colecione para exibições em museus". Entre vários infortúnios e poucos fundos, os donos do navio deram ordens para ele voltar a Baltimore. Hubbard falhou em voltar à Universidade no ano seguinte.
Depois do seu pai o voluntariar para ajuda humanitária da Cruz Vermelha, a 23 de outubro de 1932, Hubbard viajou para Porto Rico. Pelo caminho, Hubbard aparentemente "decidiu abandonar a Cruz Vermelha", em vez disso optando por acompanhar um agrimensor mineral numa tentativa fútil de achar ouro.

## Primeiro casamento e início da carreira literária
Hubbard voltou de Porto Rico para D.C. em fevereiro de 1933. Ele iniciou uma relação com colega piloto de planador chamada Margaret "Polly" Grubb. Os dois casaram-se a 13 de abril. Ela já estava grávida quando se casaram, mas teve um aborto espontâneo pouco depois; uns meses depois, ela voltou a engravidar. A 7 de maio de 1934, ela deu à luz prematuramente um filho chamado Lafayette Ronald Hubbard, Jr., cuja alcunha era "Nibs". A sua segunda criança, Katherine May, nasceu a 15 de janeiro de 1936. Os Hubbards viveram por um tempo em Laytonsville (Maryland), mas estavam cronicamente com falta de dinheiro.
Hubbard tornou-se num escritor conhecido e prolífero de revistas de ficção pulp durante os anos 30. A sua carreira literária começou com contribuições para o jornal estudantil da Universidade George Washington, The University Hatchet, como um repórter por alguns meses em 1931. Seis das suas peças foram publicadas comercialmente durante 1932 e 1933. A cotação para escritores freelance na altura era de apenas um centavo por palavra, então os ganhos totais de Hubbard destes artigos teriam sido menos de $100 (atualmente equivalente a 1,947.75 euros). A revista pulp Thrilling Adventures tornou-se na primeira a publicar um dos seus contos, em fevereiro de 1934. Nos seis anos seguintes, revistas pulp publicaram muitos dos seus contos sob uma variedade de pseudônimos, incluindo Winchester Remington Colt, Kurt von Rachen, René Lafayette, Joe Blitz e Legionnaire 148.
Embora ele fosse mais conhecido pelas suas histórias de fantasia e ficção científica, Hubbard escreveu numa variedade de géneros, incluindo ficção de aventura, aviação, viagens, mistérios, westerns e até romances. Hubbard conhecia e associava-se com escritores como Isaac Asimov, Arthur J. Burks, Robert A. Heinlein, L. Sprague de Camp e A. E. van Vogt.
Na primavera de 1936 eles mudaram-se para Bremerton (Washington). Eles viveram lá por algum tempo com as tias e avó de Hubbard antes de encontrarem um lugar para eles perto de South Colby. Segundo um dos seus amigos da altura, Robert MacDonald Ford, os Hubbards estavam "em bastantes apuros por dinheiro" mas sustentavam-se com o rendimento da escrita de Hubbard.
O seu primeiro livro completo, Buckskin Brigades, foi publicado em 1937. Ele tornou-se num escritor "altamente idiossincrático" de ficção científica depois de ser ajudado pelo editor John W. Campbell, que publicou muitos dos contos de Hubbard e também serializou uma série de noveletas bem recebidas que Hubbard escreveu para as revistas de Campbell, Unknown e Analog Science Fiction and Fact. Estas incluíam Fear, Final Blackout e Typewriter in the Sky.
Ele escreveu o guião de The Secret of Treasure Island, um seriado de 1938 da Columbia Pictures.
Hubbard passava mais tempo na cidade de Nova Iorque, trabalhando de um quarto de hotel onde a sua mulher suspeitava que ele tinha casos com outras mulheres.

### Procedimento dentário, experiência de quase-morte, eExcalibur
Em abril de 1938, Hubbard alegadamente fez um procedimento dentário e reagiu à droga usada no procedimento. Segundo o seu relato, isto desencadeou uma experiência de quase-morte revelatória. Alegadamente inspirado por esta experiência, Hubbard compôs um manuscrito, que nunca foi publicado, com o título provisório de The One Command (O Único Comando) ou Excalibur.
Arthur J. Burks, que leu o trabalho em 1938, mais tarde recordou que ele debatia o "único comando": sobreviver. Este tema seria revisitado em Dianética. Burks também se recordou que o trabalho debatia a psicologia de uma multidão de linchamento. Hubbard iria mais tarde citar Excalibur como uma versão inicial de Dianética.
Segundo Burks, Hubbard acreditava que Excalibur iria "revolucionar tudo" e que "era meio que mais importante, e iria ter um maior impacto sob as pessoas, que a Bíblia." Segundo Burks, Hubbard "estava tão certo que ele tinha algo 'longe e além' do que qualquer coisa que ele mandou telegramas para várias editoras, dizendo-lhes que ele tinha escrito 'O' livro e que eles se deviam encontrar na Penn Station, e que ele iria discuti-lo com eles e escolheria quem lhe desse a melhor oferta." No entanto, ninguém lhe comprou o manuscrito.

O falhanço de Hubbard a vender Excalibur deprimiu-o; ele disse à sua mulher numa carta de outubro de 1938: "Escrever pulp de ação não tem muito em acordo com o que eu quero fazer porque retarda o meu progresso pedindo atenção incessante e, além disso, realmente enfraquece o meu nome. Então estás a ver eu tenho que fazer algo acerca disso e ao mesmo tempo fortalecer a antiga posição financeira." Ele continuou:

Mais cedo ou mais tarde Excalibur vai ser publicado e eu talvez tenha uma chance de ganhar algum reconhecimento disso para abrir caminho para artigos e comentários que são a minha ideia de céu da escrita ... Estupidamente talvez, mas contudo determinado, eu tenho grandes esperanças de esmagar o meu nome na história tão violentamente que vai ter uma forma lendária mesmo se todos os livros forem destruídos. Esse objetivo é o verdadeiro objetivo quanto a mim.
Forrest J. Ackerman, mais tarde o agente literário de Hubbard, recordou que Hubbard lhe disse "quem o leu ou ficou louco ou cometeu suicídio. E ele disse que a última vez que ele o mostrou a uma editora em Nova Iorque, ele entrou no escritório para descobrir qual foi a reação, o editor pediu pelo leitor, o leitor veio com o manuscrito, atirou-o à mesa e atirou-se da janela do arranha céus." Em 1948, Hubbard iria dizer a uma convenção de fãs de ficção científica que a inspiração para Excalibur veio durante uma operação na qual ele "morreu" por oito minutos.
Hubbard percebeu que, enquanto ele estava morto, ele tinha recebido uma tremenda inspiração, uma grande Mensagem que ele tinha que transmitir a outros. Ele sentou-se à frente da sua máquina de escrever durante seis dias e noites e nada saiu. Então, Excalibur emergiu.
O manuscrito mais tarde tornou-se parte da mitologia da Cientologia. Uma publicação da Cientologia no início dos anos 50 oferecia cópias "encadernadas em ouro e trancadas" assinadas por $1,500 por peça (atualmente 15,818.36 euros). Avisava que "quatro das primeiras quinze pessoas que o leram ficaram loucas" e que seria "lançado só em declaração jurada não permitindo que outros leitores o leiam. Contem informação a não ser lançada durante a estadia do Sr. Hubbard na Terra."

### Viagem ao Alasca
Hubbard juntou-se ao The Explorers Club em fevereiro de 1940 com base nas suas alegadas explorações nas Caraíbas e voos de pesquisa nos Estados Unidos. Ele persuadiu o clube a deixar-lo carregar a sua bandeira numa "Expedição do Alasca Rádio-Experimental." A equipa consistia de Hubbard e a sua mulher abordo do seu ketch, Magician.
A sua viagem foi marcada por problemas e não passou de Ketchikan. O motor do navio avariou só dois dias depois de partir em julho de 1940. Tendo subestimado o custo da viagem, ele não tinha dinheiro suficiente para reparar o motor avariado. Ele angariou dinheiro escrevendo histórias e contribuindo para a estação de rádio local e eventualmente ganhou o suficiente para arranjar o motor, voltando para Puget Sound a 27 de dezembro de 1940.

## Carreira militar
Depois de voltar do Alasca, Hubbard concorreu à Marinha dos Estados Unidos. O seu amigo Robert MacDonald Ford enviou uma carta de recomendação descrevendo Hubbard como "um dos homens mais brilhante que eu já conheci". Ford disse mais tarde que Hubbard tinha escrito a carta: "Eu não sei porque é que o Ron queria uma carta. Eu só lhe dei papel timbrado e disse, 'Caramba, tu és o escritor, escreve tu!'"
Hubbard foi comissionado como um 1º tenente na Reserva Naval da Marinha dos Estados Unidos a 19 de julho de 1941. Em novembro, ele colocado em Nova Iorque para treinar como um oficial de inteligência. A 18 de dezembro, ele foi enviado para as Filipinas e partiu para a postagem via a Austrália. Enquanto em Melbourne esperando transporte para Manila, Hubbard foi mandado de volta para os Estados Unidos. O adido naval dos Estados Unidos reportou, "Este oficial não é satisfatório para atribuição de dever independente. Ele é tagarela e tenta dar impressões da sua importância. Ele também parece achar que ele tem uma habilidade incomum na maioria das linhas. Estas características indicam que ele vai precisar de supervisão próxima para ter um desempenho satisfatório de qualquer dever de inteligência."
Depois de um curto período a censurar cabos, o pedido de Hubbard para dever marítimo foi aprovado e ele reportou-se a um estaleiro em Neponset (Massachusetts), que estava a converter uma traineira numa canhoneira para ser classificado numa USS YP-422. A 25 de setembro de 1942, o comandante do Boston Navy Yard informou Washington que, na sua opinião, Hubbard "não era temperamentalmente adequado para comando independente." Dias depois, a 1 de outubro, Hubbard foi sumariamente dispensado do seu comando.
Hubbard foi mandado para treino de submarine chaser, e em 1943 foi colocado em Portland (Oregon), para comandar uma submarine chaser, a USS PC-815, que estava em construção. A 18 de maio, a PC-815 navegou na sua primeira viagem de teste, rumo a San Diego. Depois de só cinco horas de viagem, Hubbard acreditou ter detetado um submarino inimigo. Hubbard gastou as próximas 68 horas em combate, até que finalmente recebeu ordens para voltar para Astoria. O almirante Frank Jack Fletcher, comandante da Fronteira do Mar Nordoeste, concluiu: "Uma análise de todos os relatos convenceu-me que não existia um submarino na área." Fletcher sugeriu que Hubbard tinha trocado um "conhecido depósito magnético" por um submarino inimigo.
No mês seguinte, Hubbard involuntariamente navegou a PC-815 até água territoriais mexicanas e conduziu um treino de artilharia ao largo das Ilhas Coronado, acreditando que elas estavam desabitadas e que pertenciam aos Estados Unidos. O governo mexicano queixou-se e Hubbard foi dispensado do comando. Um relatório escrito depois do incidente avaliou Hubbard como inadequado para deveres independentes e "faltando em qualidades essenciais de julgamento, liderança e cooperação". O relatório recomendou que ele fosse designado a um "dever numa embarcação grande onde ele pudesse ser devidamente supervisionado".

### Hospitalização e "descoberta" de tentativa de sabotagem
Depois de ser dispensado do comando da PC-815, Hubbard começou a relatar-se doente, citando uma variedade de males, incluindo úlceras, malária, e dores de costas. Hubbard foi internado no hospital naval de San Diego para observação—ele iria continuar lá por quase três meses. Anos depois, Hubbard iria escrever privadamente para si: "Os problemas de estômago que usaste como desculpa para impedir a Marinha de te castigar. Tu estás livre da Marinha."
Em 1944, Hubbard foi colocado em Portland onde o USS Algol estava sob construção. O navio foi encomendado em julho e Hubbard serviu como o oficial de navegação e treino. Hubbard pediu, e foi-lhe concedida, uma transferência para a Escola de Governo Militar em Princeton. Na noite antes da sua partida, o registo do navio relata que "O Oficial de Navegação [Hubbard] reportou ao OED [Oficial Em Dever] que uma tentativa de sabotagem tinha sido feita entre 1530—1600. Uma garrafa de coca-cola cheia com gasolina com um pavio de pano inserido tinha sido escondida entre a carga que seria içada a bordo e guardada no porão Nº1. Foi descoberta antes de ser levada a bordo. As autoridades ONI, FBI e NSD foram ao local e investigações começaram."
Hubbard frequentou a escola em Princeton até janeiro de 1945, quando ele foi destacado para Monterey (Califórnia). Em abril, ele voltou a dar-se como doente e foi readmitido para o Hospital Naval de Oak Knoll, Oakland. As suas queixas incluíam "dores de cabeça, reumatismo, conjuntivite, dores laterais, dores de estômago, dores no ombro, artrite, hemorroidas". Um conselho naval de outubro de 1945 declarou que Hubbard era "considerado fisicamente qualificado para praticar o dever em terra, preferencialmente dentro dos Estados Unidos continentais". Ele teve alta do hospital a 4 de dezembro de 1945, e foi transferido para dever inativo a 17 de fevereiro de 1946. Hubbard iria ultimamente deixar a sua comissão depois da publicação de Dianética, com efeito a 30 de outubro de 1950.

## Envolvimento com o oculto em Pasadena
A vida de Hubbard passou um período turbulento imediatamente depois da guerra. Segundo o seu próprio relato, ele "foi abandonado pela família e amigos como um aleijado sem esperança e um fardo provável sob eles para o resto dos meus dias". A sua filha Katherine apresentou uma versão algo diferente: a sua mulher recusou-se a desenraizar as suas crianças da sua casa em Bremerton, Washington, para se juntar a ele na Califórnia. O seu casamento estava agora em dificuldades terminais e ele escolheu ficar na Califórnia.

## Ligações exteriores
- «Página oficial» (em inglês)
- L. Ron Hubbard na Internet Speculative Fiction Database (em inglês)